# Didier Lang
Didier Lang (* 15. Dezember 1970 in Metz) ist ein ehemaliger französischer Fußballspieler. 

## Karriere

### Verein
Didier Lang entstammt der Jugendabteilung des FC Metz. 1989 wurde er in die Profimannschaft hochgezogen, wo er schließlich auch sein Profidebüt in der Spielzeit 1989/90 gab, es jedoch bis zum Saisonende bei diesem einzigen Einsatz blieb. Bei der 0:1-Niederlage gegen Girondins Bordeaux am 19. Mai 1990 wurde er in der 80. Spielminute für Routinier Bernard Zénier eingewechselt. Nach nur einem Ligaeinsatz 1989/90 und zwei Einsätzen Meisterschaft 1990/91, absolvierte Lang 1990/91 weitere sechs Profiligaspiele. In der Saison darauf war Lang zeitweise Stammspieler und kam zu 29 Einsätzen. Am 6. Februar 1993, dem 24. Spieltag, kam Lang auch zu seinem ersten Profitor. Gegen den SM Caen erzielte Lang in der 33. Minute den 1:0-Siegtreffer. In der Saison 1993/94 gelang Lang dann ganz der Durchbruch. 31 Mal kam er zum Einsatz (davon 28 ohne Ein- und Auswechslungen), in dem ihm ein Saisontreffer gelang. Am 13. März 1994, dem 30. Spieltag, schoss er gegen den FC Nantes, den Treffer zum 2:0-Endstand. In der Folgesaison war er in der Division 1 24 Mal zum Einsatz gekommen. Hierbei spielte er 18 Mal über 90 Minuten. Und er schoss auch drei Treffer. Das erste schoss er direkt am 29. Juli 1994, dem ersten Spieltag. In der 19. Minute der Partie gegen den AS Monaco erzielte Lang den Siegtreffer zum 1:0. Am 15. Juli 1995 gab Lang auch sein Europapokaldebüt. Beim 1:0-Sieg im Gruppenspiel des UI-Cups gegen den NK Zagreb stand Lang in der Anfangself. Insgesamt verlief die Saison 1995/96 doch eher enttäuschend. Anfangs noch Stammspieler, war er spätestens ab dem 21. Spieltag nur noch Reservist und wurde öfter wieder ein- und ausgewechselt. In jener Saison kam er zu 28 Einsätzen. In der Hinrunde der Saison 1996/97 war er auch zeitweise Bankdrücker. Am 15. Oktober 1996 kam er jedoch zu seinem ersten Europapokaltor, als er im Zweitrundenhinspiel des UEFA-Pokals, gegen Sporting Lissabon, in der 13. Minute einen Treffer erzielte. Mitte der Rückrunde erkämpfte sich Lang seinen Stammplatz zurück.
Insgesamt kam er in der Saison auf 30 Liga-Einsätze, in dem er drei Treffer erzielen konnte.
Zur Saison 1997/98 verließ er seinen Heimatverein und wechselte zu seinem ehemaligen Europapokalgegner, dem portugiesischen Erstligisten Sporting Lissabon. Dort konnte sich Lang keinen Stammplatz erkämpfen und verließ den Verein 1998 wieder. Allerdings kam er in jener Saison auch in der UEFA Champions League zum Einsatz (fünf Einsätze). Seinen ersten Einsatz hatte er am 17. September 1997, als er beim 3:0-Sieg gegen den AS Monaco in der Anfangself stand.
Lang kehrte nach Frankreich zurück und heuerte beim FC Sochaux an. Nach 24 Einsätzen und dem Abstieg aus der Division 1, wurde er zur Saison 1999/00 an den ES Troyes AC verliehen. Dort absolvierte er 31 Einsätze. Lang kehrte im September 2000 Sochaux ganz den Rücken und ging zurück zum FC Metz. In Metz kam er jedoch nur zu einem Einsatz im Pokal sowie zu einem Kurzeinsatz in der Division 1. 
2001 wechselte Lang zum Zweitligisten UC Le Mans. In Le Mans konnte sich Lang keinen Stammplatz erkämpfen. In seiner ersten Saison kam er nur zu 15 Einsätzen. Sein letztes Spiel als Profi absolvierte er am 12. Februar 2002, als er beim 2:1-Sieg des UC Le Mans´, über Stade Laval, in der 79. Minute für Daniel Cousin eingewechselt wurde. In seiner zweiten Saison blieb ihm ein Einsatz verwehrt.
Im Sommer 2003 beendete Lang seine Profikarriere und ging in den Amateurfußball. Lang heuerte beim damaligen Fünftligisten CSO Amnéville an. 2005 ging Lang zum SC Marly und spielte dort bis 2008, um dann seine aktive Karriere zu beenden.